# Аленкер (Португалия)
Аленке́р (порт.  Alenquer; [ɐlẽ'kɛɾ]) — посёлок городского типа в Португалии, центр одноимённого муниципалитета в составе округа Лиссабон. Численность населения — 8,9 тыс. жителей (посёлок), 44,8 тыс. жителей (муниципалитет).
Посёлок и муниципалитет входит в регион Центральный регион и субрегион Оеште. По старому административному делению входил в провинцию Эштремадура.

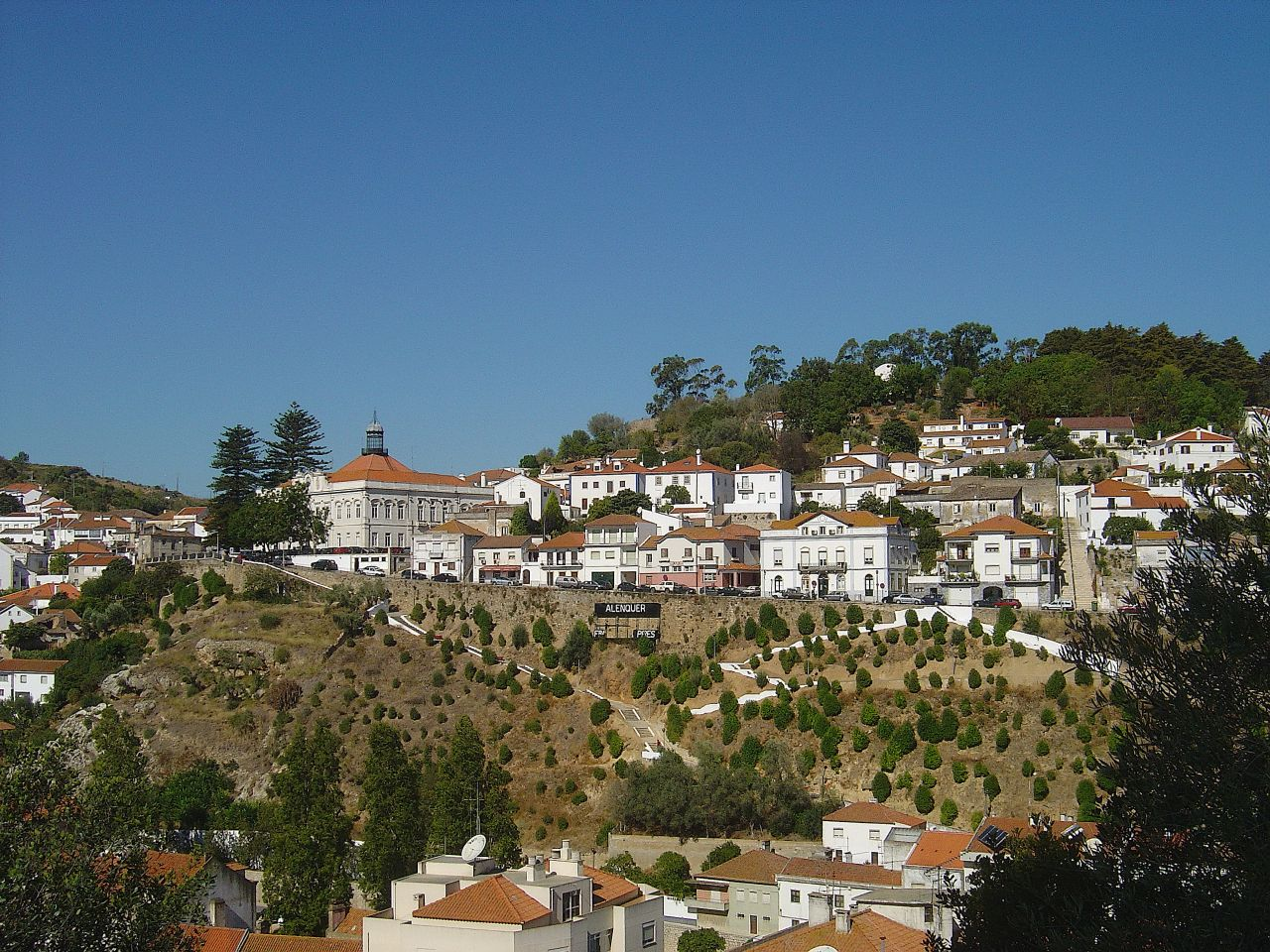
Вид города

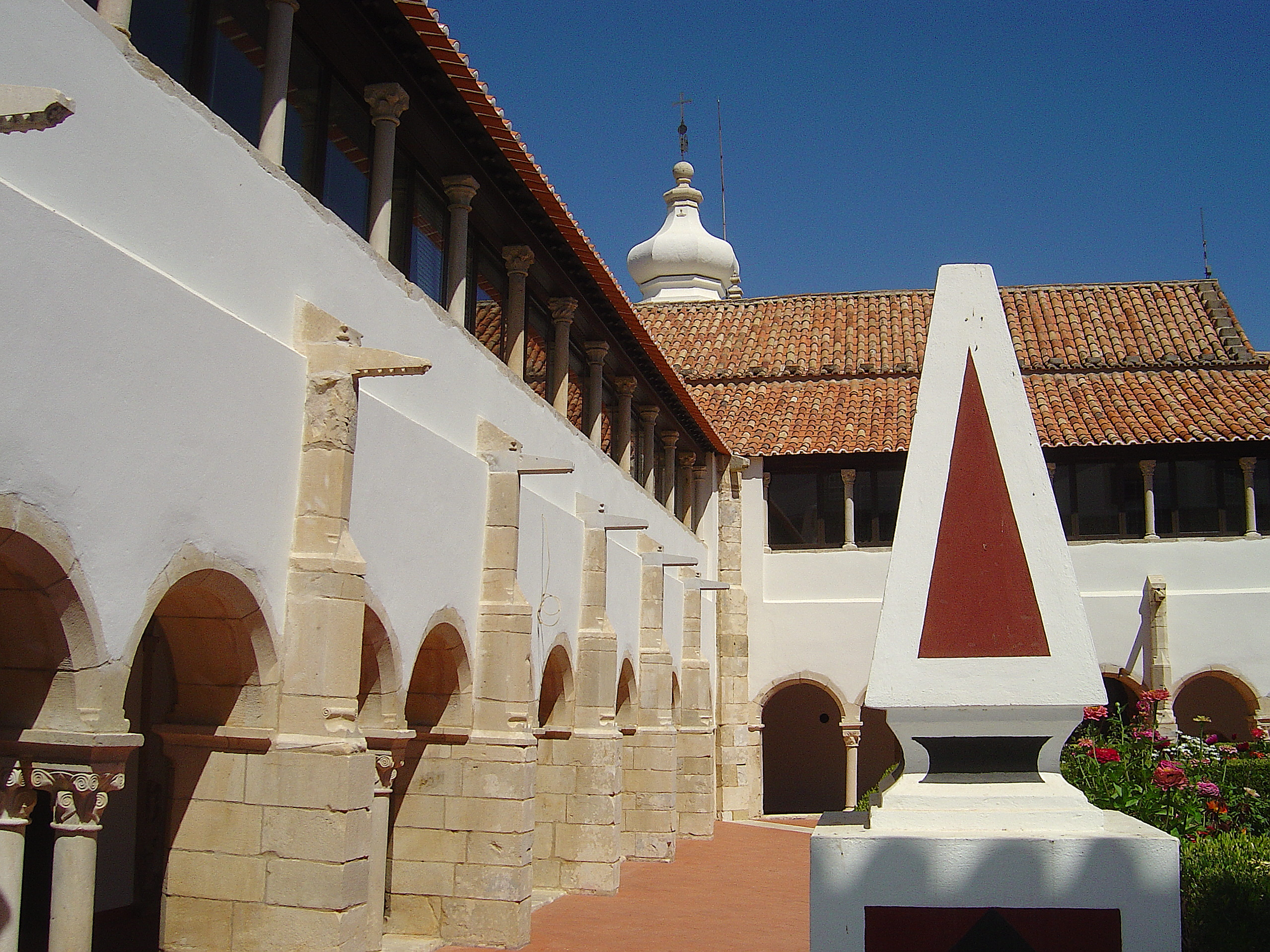
Монастырь Сан-Франсиску

## Расположение
Поселок расположен в 40 км севернее центра Лиссабона. Через город протекает река Рибейра-де-Аленкер, правый приток реки Тежу.
Расстояние до:
- Порту = 236 км
- Сантарен = 34 км
- Лейрия = 58 км

Муниципалитет граничит:
- на севере — муниципалитет Кадавал
- на востоке — муниципалитет Азамбужа
- на юге — муниципалитеты Вила-Франка-де-Шира и Арруда-душ-Виньюш
- на юго-западе — муниципалитет Собрал-де-Монте-Аграсу
- на западе — муниципалитет Торреш-Ведраш

## Население
| Население в муниципалитете Аленкер (1801—2004) | Население в муниципалитете Аленкер (1801—2004) | Население в муниципалитете Аленкер (1801—2004) | Население в муниципалитете Аленкер (1801—2004) | Население в муниципалитете Аленкер (1801—2004) | Население в муниципалитете Аленкер (1801—2004) | Население в муниципалитете Аленкер (1801—2004) | Население в муниципалитете Аленкер (1801—2004) | Население в муниципалитете Аленкер (1801—2004) | Население в муниципалитете Аленкер (1801—2004) |
| ---------------------------------------------- | ---------------------------------------------- | ---------------------------------------------- | ---------------------------------------------- | ---------------------------------------------- | ---------------------------------------------- | ---------------------------------------------- | ---------------------------------------------- | ---------------------------------------------- | ---------------------------------------------- |
| 1801                                           | 1849                                           | 1900                                           | 1930                                           | 1960                                           | 1981                                           | 1991                                           | 2001                                           | 2004                                           | 2006                                           |
| 10 569                                         | 10 005                                         | 24 774                                         | 30 015                                         | 34 998                                         | 34 575                                         | 34 098                                         | 39 180                                         | 42 932                                         | 44 791                                         |

## История
Посёлок основан в 1212 году. Здесь, по некоторым данным, родился и жил известный португальский штурман XV века Перу ди Аленкер.

## Достопримечательности
- Монастырь Сан-Франсиску де Аленкер

## Фрегезии (районы)
| - Абригада - Алдейя-Гавинья - Алдейя-Галега-да-Мерсеана - Вентоза - Вила-Верде-душ-Франкуш - Кабанаш-де-Торреш - Кадафайш - Карнота | - Каррегаду - Мека - Ольялву - Ота - Перейру-де-Пальякана - Рибафрия - Санту-Эштеван - Трьяна |

## Фотогалерея

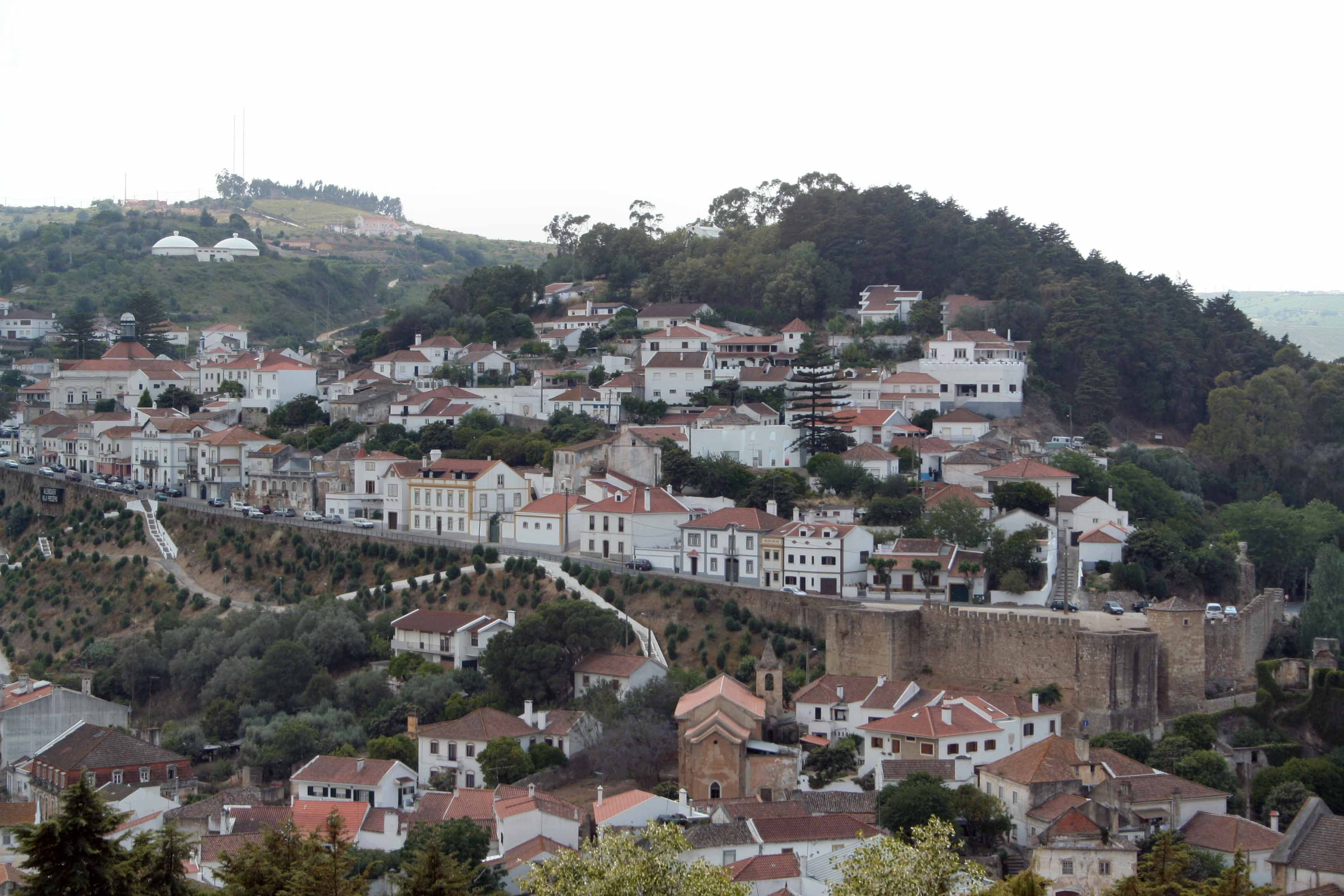
Панорама Аленкера
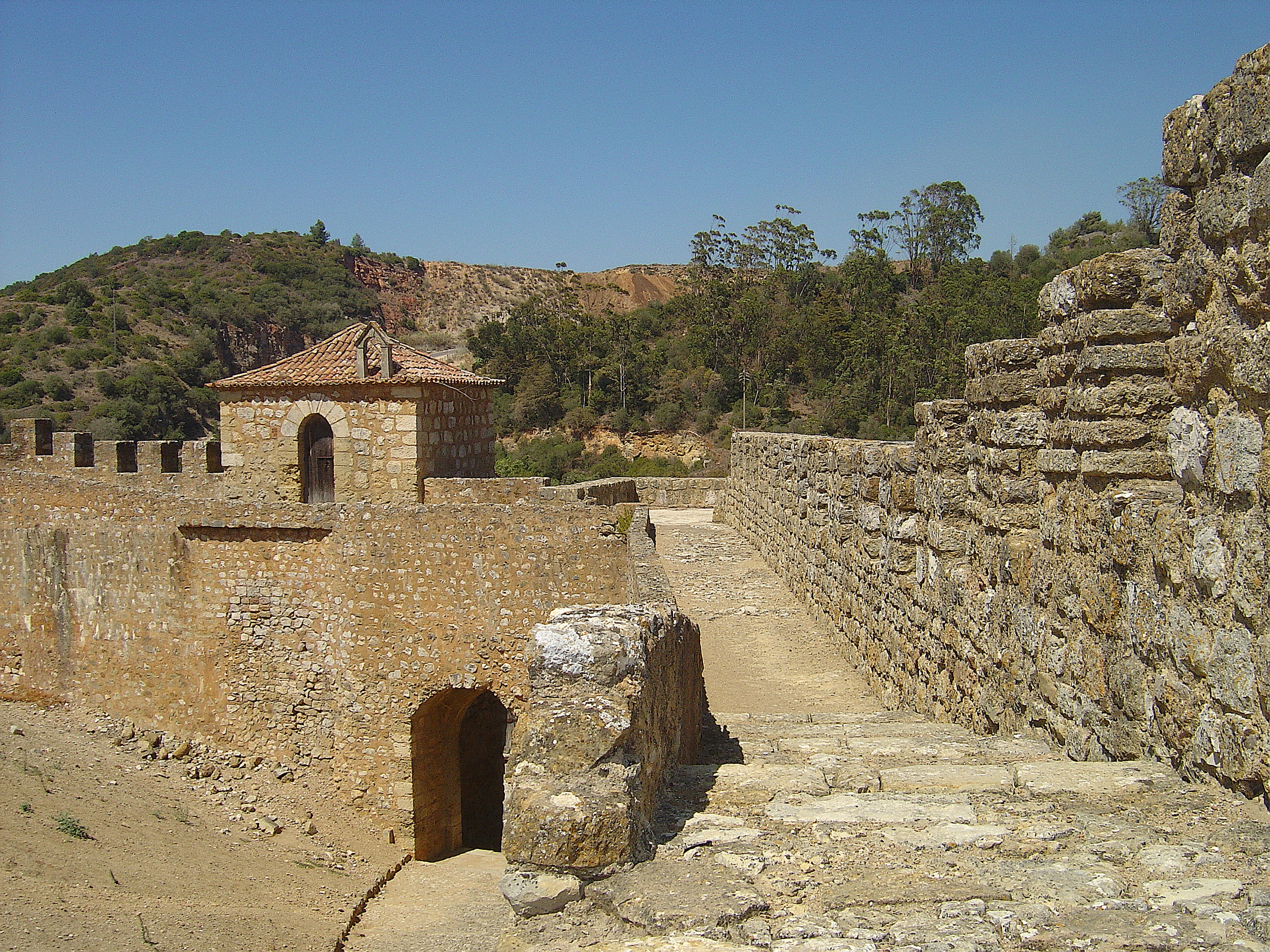
Монастырь Сан-Франсиску де Аленкер